# Petrowo-Krasnosilla
Petrowo-Krasnosilla (ukr. Петрово-Красносілля) – miasto na Ukrainie w obwodzie ługańskim. Od 1920 do 12 maja 2016 roku nosiło nazwę Petrowśke (ukr. Петровське).

## Historia
Wieś została założona w 1896 roku.
Miasto od 1963 roku.
W 1989 liczyło 16 664 mieszkańców.
W 2013 liczyło 13 260 mieszkańców.